# Bonaventure de Compludo
Bonaventure de Compludo, seigneur de Livernière (La Chapelle-Heulin), est maire de Nantes de 1581 à 1582.

## Famille de Compludo
La famille de Compludo, d'origine espagnole, se fixe dans le comté Nantais. Gonsalve de Compludo, négociant en vin, est le fournisseur officiel de Nantes, en 1506.
Bonaventure de Complude est le fils de Jean de Complude, sieur de Livernière, et de Françoise Dastoudille, dame de La Cognardière.
Marié à la fille du maire d'Angers René Cheminart, une de leurs filles épouse André Ruiz, fils du plus riche négociant de Nantes, et nièce de Simón Ruiz Embito.

## Municipalité
Sous-maire : 
- Rocaz, Sieur de l'Abbaye

Échevins :
- Jacques de Marquès, Sieur de la Branchouère
- Guillaume Laubier, Sieur de la Bourderie
- Legarec, Sieur de Launay
- Jean Allaire
- Michel, Sieur de la Garnison
- Bidé, Sieur de la Bideays
- Longueil, Sieur du Tertre
- Rousseau, Sieur de la Galopinière
- Fournier, Sieur des Gantelleries (receveur des fouages)

Députés de Nantes aux États de Bretagne en 1581 à Vannes
- Jacques de Marquès
- Rousseau
- Guillaume Laubier

Députés de Nantes aux États de Bretagne en 1582 à Vannes
- Julien Charette
- Robert Poullain
- Rolland Charpentier